# Maniola quinquepunctata
Maniola quinquepunctata är en fjärilsart som beskrevs av María Rosa Figueroa Romero 1916. Maniola quinquepunctata ingår i släktet Maniola och familjen praktfjärilar. Inga underarter finns listade i Catalogue of Life.